# Prolasius reticulatus
Prolasius reticulatus är en myrart som beskrevs av Mcareavey 1947. Prolasius reticulatus ingår i släktet Prolasius och familjen myror. Inga underarter finns listade i Catalogue of Life.